# سانثی ثونگساوانگ
سانثی ثونگساوانگ (تایلندی: สันติ ดวสว่าง) یک هنرپیشه و خواننده اهل تایلند است. او در استان پیچیت متولد شد.
سانثی ثونگساوانگ از سال ۱۹۸۶ رسماً وارد این حرفه شد تا قبل از درگذشتش در سال ۲۰۱۶، به فعالیت در موسیقی پرداخت. تک آهنگ (kiss no fun) از آثار وی است.

## دیسکوگرافی
- Kiss no fun. (จูบไม่หวาน)
- Change oaths. (ถอนคำสาบาน)
- Poor singer. (ลูกทุ่งคนยาก)
- This love is serious. (รักนี้มีกรรม)
- The undisciplined girl. (นางลอย นางลืม)
- etc.